# Championnat du Gabon de football 1999
Navigation
Saison 1997 Saison suivante
La saison 1999 du Championnat du Gabon de football est la vingt-troisième édition du championnat de première division gabonaise, le Championnat National. Il se déroule sous la forme d’une poule unique avec quinze formations, qui s’affrontent à deux reprises, à domicile et à l’extérieur. 
Le championnat est définitivement abandonné à la fin du mois de Septembre, car le gouvernement ne verse pas la somme de cinquante millions de francs CFA à chacune des formations inscrites, comme il s’y était engagé avant le début de la compétition, pour soutenir les clubs. Il n’y a donc ni promotion, ni relégation et les qualifications continentales sont déterminées en fonction du classement au moment de interruption.
Le club de Petrosport FC est en tête du classement lorsque le championnat est arrêté, devant le FC 105 Libreville et l'USM Libreville. Cependant, la dissolution du club est annoncée en décembre 1999 par Elf-Gabon, le principal sponsor du club. Par conséquent, le FC 105 récupère à la fois le titre de champion du Gabon mais aussi la place en Ligue des champions de la CAF 2000. Par la suite, le sponsor de Petrosport décide de revenir sur sa décision mais le titre et la qualification continentale ne sont pas remis en question.

## Les clubs participants
| - FC 105 Libreville - AS Mangasport - Aigles de Bélinga - Petrosport FC - USM Libreville - AS Scolaire - Promu de D2 - AO Evizo - Aigles Verts FC | - TP Akwembé - Promu de D2 - Wongosport - Stade d'Akébé - Stade de Mbombey - Ndzimba FC - Munadji 76 - US Bitam |

## Compétition

### Classement
| Rang | Équipe             | Pts | J  | G  | N  | P  | Bp | Bc | Diff |
| ---- | ------------------ | --- | -- | -- | -- | -- | -- | -- | ---- |
| 1    | Petrosport FC      | 63  | 24 | 20 | 3  | 1  | 41 | 11 | +30  |
| 2    | FC 105 LibrevilleT | 52  | 23 | 16 | 4  | 3  | 48 | 19 | +29  |
| 3    | USM Libreville     | 46  | 22 | 14 | 3  | 5  | 41 | 16 | +25  |
| 4    | Wongosport         | 41  | 24 | 10 | 11 | 3  | 24 | 12 | +12  |
| 5    | US BitamC          | 37  | 22 | 10 | 7  | 5  | 28 | 20 | +8   |
| 6    | AO Evizo           | 37  | 22 | 10 | 7  | 6  | 23 | 20 | +3   |
| 7    | Aigles Verts FC    | 32  | 23 | 9  | 5  | 9  | 22 | 28 | -6   |
| 8    | AS Mangasport      | 29  | 23 | 8  | 5  | 10 | 34 | 25 | +9   |
| 9    | Munadji 76         | 26  | 22 | 7  | 5  | 10 | 29 | 34 | -5   |
| 10   | TP AkwembéP        | 25  | 24 | 6  | 7  | 11 | 17 | 28 | -11  |
| 11   | Ndzimba FC         | 24  | 22 | 6  | 7  | 9  | 21 | 23 | -2   |
| 12   | Stade de Mbombey   | 18  | 24 | 2  | 12 | 10 | 15 | 21 | -6   |
| 13   | Aigles de Bélinga  | 18  | 23 | 5  | 3  | 15 | 11 | 24 | -13  |
| 14   | Stade d'Akébé      | 18  | 24 | 5  | 3  | 17 | 14 | 47 | -33  |
| 15   | AS ScolaireP       | 16  | 24 | 4  | 4  | 16 | 18 | 50 | -32  |

|  | Qualification pour la Ligue des champions de la CAF 2000               |
|  | Qualification pour la Coupe des Coupes 2000                            |
|  | T : Tenant du titre C : Vainqueur de la Coupe du Gabon P : Promu de D2 |

## Bilan de la saison
| Championnat du Gabon de football 1999                             |                              |
| Champion                                                          | FC 105 Libreville (9e titre) |
| Coupes et trophées                                                |                              |
| Vainqueur de la Coupe du Gabon 1999                               | US Bitam                     |
| Qualifications continentales                                      |                              |
| Ligue des champions de la CAF 2000                                | FC 105 Libreville            |
| Coupe des Coupes 2000                                             | US Bitam                     |
| Coupe de la CAF 2000                                              | Mbilinga FC                  |
| Promotions et relégations                                         |                              |
| Promus en Championnat National                                    | Aucun                        |
| Relégués en Championnat du Gabon de football de deuxième division | Aucun                        |